# Фредрик Тордендал
Фредрик Тордендал (швед. Fredrik Thordendal; Умео, 11. фебруар 1970) је шведски гитариста и композитор. Он је један од оснивача метал бенда Мешуга (Meshuggah).

## Дискографија
Са бендом Мешуга:
- Psykisk Testbild (ЕП, 1989)
- Contradictions Collapse (1991)
- None (ЕП, 1994)
- Selfcaged) (1995)
- Selfcaged (1995)
- Destroy Erase Improve (1995)
- Chaosphere (1998)
- Nothing (2002)
- I (ЕП, 2004)
- Catch Thirty-Three (2005)
- Nothing - Re-issue (2006)
- obZen (2008)
- Alive (Албум уживо, 2010)
- Koloss (Март 2012)[3]